# Hispargletscher
Der Hispargletscher ist ein 50 km langer Gletscher im Karakorum in pakistanischen autonomen Gebiet Gilgit-Baltistan, den früheren Nordgebieten.

## Lage
Der Hispargletscher beginnt am 5128 m hohen Hispar La. Jenseits des vergletscherten Passes liegt der 47 km lange Biafogletscher. Die beiden Gletscher bilden zusammen mit einer Länge von knapp 100 km das längste zusammenhängende Gletschergebiet außerhalb der Polargebiete.
Der Hispargletscher verbindet die ehemaligen Königreiche Nagar im Süden bis nach Baltistan im Osten. Der Gletscher verläuft ohne nennenswerte Kurven in westnordwestlicher Richtung, ist durchschnittlich drei Kilometer breit und weist ein geringes Gefälle auf. Sein Abfluss ist der Hispar, der gegenüber von Karimabad in den Hunza-Fluss mündet. Nördlich des Hispartals liegt das Hispar Muztagh, ein Teil der Karakorum-Hauptkette. Im Süden des Tals liegen die Rakaposhi-Haramosh-Berge und die Spantik-Sosbun-Berge, die beide zum sogenannten „Kleinen Karakorum“ gezählt werden.
Von Norden aus dem Hispar Muztagh münden große Talgletscher in den Hispargletscher, darunter der Khani-Basa-Gletscher, der Yutmarugletscher und der Kunyanggletscher, die auch im Satellitenbild deutlich zu erkennen sind (s. Foto).